# مونته‌روسو آلمو
مونته‌روسو آلمو (به ایتالیایی: Monterosso Almo) یک کومونه در ایتالیا است که در استان راگوسا واقع شده‌است.

## خصوصیات
مونته‌روسو آلمو ۵۶۳ کیلومترمربع مساحت و ۳٬۳۴۳ نفر جمعیت دارد و ۶۹۱ متر بالاتر از سطح دریا واقع شده‌است.